# 下河辺さやこ
下河辺 さやこ（しもこうべ さやこ、1973年10月3日 - ）は、日本の編集者/プロデューサー。株式会社小学館勤務。 雑誌『Domani』副編集長などを経て、現在は同社のユニバーサルメディア事業局で事業開発を担当。「小学館ビューティ・プロジェクト」を立ち上げ、編集長/統括プロデューサーとして長井かおり、天野佳代子、George、大野真理子のYouTubeチャンネルをプロデュースしている。

## 来歴
中央大学文学部文学科卒業。1998年にフリーランスエディターとして主婦の友社ef編集部で活動したのち、1999年に小学館入社。雑誌『Oggi』『Domani』編集部を経たのち、『AneCan』『Precious』『Domani』にてそれぞれ副編集長に就任、主にファッション・美容を担当。同社のWeb『Oggi.jp』など、新規のメディアローンチにも携わる。
2020年、一橋大学大学院経営管理研究科(HUB)にてMBA取得。
2021年より小学館国際メディア事業局に配属。
2022年9月28日、自身初となる著書『男尊社会を生きていく昇進不安な女子たちへ』を発売。
2022年2月10日、企画・編集した小説『エゴイスト』が鈴木亮平主演で映画化される。
2022年2月、長井かおりYouTubeチャンネル「長井かおり | おしゃべりメイクBOX」をローンチ。
2022年10月、天野佳代子YouTubeチャンネル「天野佳代子の大人美容｜歳をとるのは怖くない」をローンチ。
2023年5月、GeorgeのYouTubeチャンネル「Hair&Make George【ジョージのメイクルーム】」をローンチ。
2023年10月、大野真理子YouTubeチャンネル「大野真理子チャンネル【美容家｜皮膚の変態】」をローンチ。
2023年10月、小学館ユニバーサルメディア局コンテンツ事業推進センター編集長に就任。

## 人物
- 2022年初の著書「男尊社会を生きていく昇進不安な女子たちへ」（主婦の友社）を発表。
- 2023年新春公開の映画「エゴイスト」（主演・鈴木亮平）の原作小説を編集者として手がけた。

- 2019年より中京テレビ『それって!?実際どうなの課』の「家の不用品スマホ1台で全部売る」コーナーに、コーナー担当である緑川静香の助っ人として登場。以後、同コーナーにほぼ毎回出演となっている。売れにくいアイテムをファッション誌編集者視点でのアドバイスで販売成功に導き、下河辺出演時のキャッチフレーズは「やはりこの女できる」。
- 本名の漢字は下河邊明子だが、難しく間違われやすいため「下河辺さやこ」と表記している。
- 『Domani』公式ウェブサイトでは女ゴコロを深掘りする副編集長として「ツマのトリセツ〜オトコの悩み相談室[1]」と称した連載を持っていた。
- ゲストスピーカーとして、オンライン・オフラインを縦断する雑誌ブランドビジネスの構築や、女性働き方・ライフスタイルなどのテーマでアドテック[2]、東洋経済主催のセミナー[3]などにも登壇している。
- MBAを取得した一橋ビジネススクール経営管理プログラムの1年次のワークショップ発表にて「ベスト・プレゼン賞（優秀発表賞）」を受賞した様子がサイトに掲載されている[4]。
- ふと思ったことを言葉にする「さや語録[5]」をInstagramにまとめている。

## 出演
- それって!?実際どうなの課（中京テレビ、2019年4月 - ）「家の不用品スマホ1台で全部売る」コーナー出演
- あさイチ（NHK、2020年10月19日）「いつからおばさん問題」出演
- START LINE（J-WAVE 2023年12月〜2024年1月）MAKE IT HAPPEN 「女性をエンパワーメントする格言」

## 著書
- 『男尊社会を生きていく昇進不安な女子たちへ』（2022年9月28日、主婦の友社）

## 連載（Web）
- 「ツマのトリセツ〜オトコの悩み相談室[1]」（小学館 Domani Web、2020年3月 ）
- 美容連載「コスメ可視化ラボ[6]」（小学館 Domani Web、2020年2月 - ）
- ゴルフ体験連載「四十路のゴルフこと始め[7]」（小学館 Domani Web、2020年3月）
- 東洋経済オンライン[8]（2022年）